# Hasta la vista (film)
Pour les articles homonymes, voir Hasta la vista.
Pour plus de détails, voir Fiche technique et Distribution.
Hasta la vista est une comédie dramatique belge (Flandre) réalisé par Geoffrey Enthoven, sortie en 2011. Le scénario, écrit par Pierre De Clercq (nl), est inspiré d'une histoire vraie. Tourné à Gand, en France et en Espagne, le film est interprété par Gilles De Schrijver, Robrecht Vanden Thoren, Tom Audenaert et Isabelle de Hertogh.

## Synopsis
Lars, Philip et Jozef sont des amis qui ont une vingtaine d'années et sont handicapés physiques. Ils continuent à vivre chez leurs parents qui les prennent en charge. Jozef est presque complètement aveugle (il ne peut lire que de très près et avec une loupe). Une lésion de la moelle épinière empêche Philip de marcher et il ne peut utiliser ses mains et ses bras que dans une mesure limitée : il ne dirige son fauteuil roulant que d’une seule main ; incapable de dactylographier, il se sert d’un appareil qu’il tient avec sa bouche. Atteint d’une tumeur cérébrale en phase terminale Lars doit lui aussi se déplacer en fauteuil roulant (il souffre d’une paralysie croissante avec des attaques). Malgré tout, les trois jeunes gens sont déterminés à perdre leur virginité dans un bordel espagnol qui offre des services qui leur sont adaptés. À leurs parents, ils camouflent toutefois le but de leur voyage en prétextant un voyage dans les vignobles bordelais.
Dans un premier temps, les parents acceptent du bout des lèvres que le voyage ait lieu, mais Lars apprend peu après qu'il est atteint d'un cancer agressif et l'interdiction du voyage lui est signifié. Or, les jeunes handicapés décident de ne pas renoncer et de partir que les familles le veuillent ou non. L'infirmier prévue à l’origine refuse de les accompagner sans la permission de leurs parents mais recommande une personne nommée Claude pour la remplacer. Ils négocient par e-mail malgré le prix. Philippe consent à payer le plus car il a des économies. Ils se lancent dans un voyage aventureux à travers la France jusqu'en Espagne, avec la complicité d'une jeune femme qui leur sert de chauffeur et d'infirmière. Totalement dépendants de leurs parents, ils échappent à leur surveillance et partent à leur insu. Ceux-ci les rattrapent au cours du périple, mais la révolte des trois amis convainc finalement les parents de les laisser accomplir leur rêve.
Au-delà des contraintes logistiques qui engendrent mauvaise humeur et incompréhension entre les trois handicapés et leur chauffeur, des liens inattendus vont se créer. Pour leur grande stupéfaction les trois amis constatent que Claude est une femme, et qu'elle est francophone. Lars et Philip la trouvent peu attirante, en partie à cause de son obésité, et au début parce qu’elle est rigide. Comme elle prétend ne pas connaitre le néerlandais, ils pensent qu’ils peuvent dire sur elle des grossièretés sans qu’elle ne les comprenne. Philip en particulier ne l’apprécie guère. Ils la trouvent avare parce qu’elle exige une grosse indemnité journalière mais ne mange pas au restaurant : elle pique-nique dans la voiture. Elle est cependant capable et dévouée et sauve Joseph quand il tombe à l’eau (plus tard elle dira laconiquement que ce n’est pas une bonne affaire quand les clients meurent en cours de route), et elle défend Lars contre un homme qui s’est mis en colère parce que, croyant que son infirmité le lui permet, il a insulté son épouse.

## Fiche technique
- Titre : Hasta la vista
- Titres alternatifs : Come as you are (international, anglais), Hasta la Vista: Venha Como Você É (Brésil)
- Réalisation : Geoffrey Enthoven
- Production et idée originale : Mariano Vanhoof
  - Producteur exécutif : Asta Philpot (histoire originale)
  - Producteur associé : Jan Vrints
- Scénario : Pierre De Clercq (nl)
- Musique originale : Stijn Meuris[4] et Papermouth
- Photographie : Gerd Schelfhout
- Montage : Philippe Ravoet
- Direction artistique : Kurt Rigolle
- Costumes : Joëlle Meerbergen
- Pays : Belgique
- Langue : néerlandais, français, espagnol, anglais
- Genre : Comédie dramatique
- Distributeur : K-Films Amérique (Québec)
- Dates de sortie[5] : 
  -  Belgique : 14 septembre 2011 ;
  -  Québec : 30 septembre 2011
  -  France : 7 mars 2012
- Durée : 108 minutes (en salles) ; 113 minutes (DVD zone 2)

## Distribution
- Robrecht Vanden Thoren : Philip, le jeune tétraplégique en chaise roulante
- Gilles De Schrijver (comme Gilles De Schryver)[6]: Lars, le jeune blond en chaise roulante
- Tom Audenaert : Jozef, le jeune aveugle
- Isabelle de Hertogh : Claude, la conductrice du minibus
- Karlijn Sileghem : Lisbet, la mère de Lars
- Johan Heldenbergh : Maarten, le père de Lars
- Kimke Desart : Yoni
- Katelijne Verbeke : An, la mère de Philip
- Karel Vingerhoets : Geert, le père de Philip
- Xandra Van Welden : la sommelière
- Luc Verhoeven : le marchand en vin
- Charlotte Timmers : la joggeuse brune
- Roos Van Vlaenderen : la joggeuse blonde
- Asta Philpot : le goûteur de vin (aussi producteur exécutif)
- Tuur De Weert : Roger
- Marilou Mermans : la mère de Jozef
- Ivan Pecnik : Theo
- Veerle Baetens : l'nfirmière
- Kristof Labis : le premier officier de police
- Pieter Vandenborre : le deuxième officier de police
- Céline Chlebowsky : le concierge
- Alexandre Chouvalov : le garçon d'hôtel
- Jean-Paul Dermont : le propriétaire du vignoble
- Manou Kersting : l'homme néerlandais
- Aafke Bruining : la femme néerlandaise
- Philippe Rasse : le directeur d'hôtel
- Itziar Luengo : Reina, la jeune espagnole en Belgique #1
- Ana Ruiz Sanchez : l'amie de Reina, la jeune espagnole en Belgique #2
- Amanda Hernandez : la femme espagnole #1
- Vanessa Lobera : la femme espagnole #2
- Jessica Aguilar : la femme espagnole #3
- Chantal Purvi : l'hôtesse de la maison de prostitution
- Isabel Garcia Rojas : la prostituée de Philip
- Kristina Petriasova : la prostituée de Lars

## Récompenses
- Hasta la vista est présenté en film d'ouverture[7] du FFO, Festival du film d'Ostende en septembre 2011.
- Au FFM[8], le Festival des films du monde[9] de Montréal, le film remporte les prix[10],[11] suivants :

1. le Grand Prix des Amériques, le premier prix de la compétition officielle
2. le prix du public dans la catégorie du film le plus populaire
3. une mention spéciale (prix) du jury œcuménique.

- Au 57e SEMINCI de Valladolid (SEMana INternacional de CIne)[12], Festival international du film de Valladolid, le film remporte les prix[11],[13] suivants :

1. L'Espiga de Oro, qui est le premier prix du meilleur film au festival
2. le Prix de la Jeunesse en Sélection officielle (Premio de la Juventud Sección Oficial) : « Pour sa vision brillante sans porter de jugement sur les personnes handicapées loin de la victimisation généralisée et le naturel dans le traitement du désir sexuel. Tout cela avec un rythme dynamique, d'excellentes performances et de l'humour ».

- Il est nommé pour un prix Alice nella città (sélection parallèle et indépendante de films orientés pour les jeunes) au Festival international du film de Rome en 2011[14].
- Il gagne le Prix du public Europe 1 au 15e Festival international du film de comédie de l'Alpe d'Huez[15],[11], Alpe d'Huez.
- Il est nommé[16] pour Les Magritte du cinéma dans la catégorie Meilleur film flamand en coproduction, mais c'est Bullhead de Michaël R. Roskam qui remporte le prix[17].
- Au Festival international du film de Karlovy Vary (KVIFF)[18], sous son titre anglais Come as You Are, le film remporte un "Audience Award"[11] en 2012 dans la section Variety´s Ten Euro Directors to Watch.
- Il remporte le Meilleur long métrage[11] au Cinequest San Jose Film Festival[19].
- Il est élu le meilleur et plus émouvant film social de l'année 2011 par les organisateurs du Festival du film Perspectief qui se déroule au Kinepolis d'Anvers, du 25 novembre au 2 décembre[20].
- Il reçoit le Prix du Public au Festival du Film du Nord[21] à Leeuwarden.
- Prix du Public au Prix du cinéma européen à Malte le 1er décembre 2012.

## Autour du film
- Des références à Lost in Translation (2003), film de Sofia Coppola, et à Autant en emporte le vent  (1939) de Victor Fleming[22] sont présents dans le dialogue entre Lars et une jeune fille espagnole qui s'intéresse à lui.
- Dans la bande originale, on retrouve la chanson Et si tu n'existais pas (1975 - album Le Costume blanc) de Joe Dassin[23].
- Catherine Jacob devait à l'origine tenir le rôle de Claude[24].